# Guillermo Giacomazzi
Guillermo Gonzalo Giacomazzi Suárez (Montevideo, 21 novembre 1977) è un allenatore di calcio ed ex calciatore uruguaiano con passaporto italiano, di ruolo centrocampista.
Ha legato la propria carriera principalmente al Lecce, nel quale ha militato dal 2001 al 2007 e dal 2008 al 2013. Con 197 presenze in maglia giallorossa, è il calciatore del Lecce con più apparizioni in Serie A e il secondo calciatore leccese con più presenze in tutte le categorie (329). Con i salentini ha vinto il campionato di Serie B nella stagione 2009-2010.

## Biografia
Ha due figli: Stephanie, compagna del calciatore Antonino Gallo, e Sebastián María, calciatore che ha vestito la maglia della nazionale uruguaiana Under-17.

## Caratteristiche tecniche
Di ruolo centrocampista, era grintoso e forte fisicamente.
Nella corso della sua carriera ha agito saltuariamente anche come difensore.

## Carriera

### Club

#### Gli anni in patria
Debutta nel campionato uruguaiano nella stagione 1997-1998 con il Bella Vista, dove gioca per due stagioni, collezionando 53 presenze e 10 gol. Dal 1999 al 2001 veste la maglia del Peñarol, la squadra più prestigiosa dell'Uruguay, totalizzando 34 presenze.

#### Lecce
Le sue prestazioni attirano l'attenzione del direttore sportivo del Lecce Pantaleo Corvino, che lo acquista insieme al connazionale Javier Ernesto Chevantón. Giacomazzi esordisce nella Serie A italiana nella prima giornata della stagione 2001-2002, in Lecce-Parma 1-1, il 26 agosto 2001.
Nel 2004-2005 è uno dei protagonisti dell'ottima annata del club giallorosso, giocando 34 gare e realizzando 5 gol. La stagione 2005-2006, la sua quinta consecutiva in maglia giallorossa, è impreziosita da alcuni gol di pregevole fattura, nonostante i numerosi problemi fisici tengano Giacomazzi lontano dai campi di gioco per lunga parte dell'annata. Il suo rientro in squadra nelle ultime partite di campionato è decisivo per il buon rendimento del Lecce, ma non riesce a evitare la retrocessione in Serie B. Alla fine della stagione il bilancio è di 14 presenze e 3 gol. Nel 2006-2007, malgrado una concreta offerta estiva del Bolton, inizia la sua sesta stagione di fila con il Lecce, la prima da capitano. La sua esperienza con i salentini si conclude però a gennaio, quando approda al Palermo.
Nella prima parte di carriera trascorsa nelle file del Lecce disputa quattro campionati di Serie A e uno e mezzo in Serie B, scendendo in campo in 156 partite e segnando 25 gol. A queste presenze si aggiungono le 8 apparizioni in Coppa Italia. Questi numeri lo consacrano come autentica bandiera nella storia della squadra salentina. Nello scorcio di stagione 2006-2007 disputato con la maglia giallorossa ha vestito la fascia di capitano.

#### Le brevi parentesi con Palermo ed Empoli
Il 31 gennaio 2007, nell'ultimo giorno del calciomercato invernale, si trasferisce in prestito al Palermo, in Serie A, nell'ambito di uno scambio di prestiti con Gianni Munari. In Sicilia colleziona solo scampoli di partita per il resto della stagione, scendendo spesso in campo nei minuti finali.
Il 5 luglio 2007, dopo il rientro dal prestito di Palermo, è ceduto in prestito (con diritto di riscatto per la controparte) dalla squadra salentina all'Empoli, con la cui maglia totalizza 20 presenze in Serie A.

#### Ritorno a Lecce
Nell'estate del 2008 fa ritorno al Lecce, con cui segna il primo gol stagionale dei giallorossi in Serie A il 28 settembre 2008 nella partita Lecce-Cagliari (2-0). Il 10 maggio 2009, in Lecce-Napoli (1-1), diventa il giocatore del Lecce con più presenze in Serie A (128), superando il precedente primato di Luigi Piangerelli. Alla fine della stagione la cifra salirà a 132.
Veste la fascia di capitano anche nell'annata seguente, in Serie B. Il 19 settembre 2009 in Lecce-Crotone 0-0 colleziona la 200ª presenza in maglia giallorossa tra campionato e coppe, entrando nella storia del club salentino e nell'élite dei pochi calciatori con più di 200 presenze. Nel campionato che segna il ritorno del Lecce in Serie A Giacomazzi scende in campo 40 volte, saltando solo due partite e realizzando 5 gol. Il 30 maggio 2010 alza al cielo la Coppa Ali della Vittoria, assegnata al club primo classificato in serie cadetta. Con il contratto scaduto da sei giorni, il 6 luglio 2010 firma un nuovo accordo quadriennale coi salentini. Chiude la stagione 2011-2012 con 33 presenze e 3 reti in campionato.
Nella stagione successiva, che vede il Lecce retrocesso in Lega Pro Prima Divisione per lo scandalo calcioscommesse, raggiunge quota 292 presenze con la maglia giallorossa, diventando così il secondo calciatore del Lecce con più presenze in tutte le categorie, alle spalle della bandiera Michele Lorusso. Il 25 novembre 2012 realizza un gol contro la Reggiana, segnando così nelle prime tre categorie del calcio professionistico italiano con la maglia del Lecce.
Con l'arrivo di Fabrizio Miccoli nel luglio 2013, Giacomazzi non è più il capitano del Lecce per decisione del tecnico Francesco Moriero. Da questa decisione dell'allenatore scaturisce la reazione del centrocampista uruguaiano, che lascia il ritiro dei giallorossi e il 1º agosto seguente rescinde il contratto che lo legava al club salentino fino al giugno 2014.

#### Siena e Perugia
L'8 agosto 2013 si trasferisce al Siena, in Serie B, dove prende la maglia numero 29. Debutta in maglia bianconera nella prima partita utile, cioè il secondo turno di Coppa Italia vinta per 4-1 sul Pisa e disputata l'11 agosto 2013, giocando da titolare.
Il 22 luglio 2014, dopo la mancata iscrizione del club senese al nuovo campionato cadetto, rimane svincolato. Il 14 agosto successivo si accorda quindi con il Perugia, neopromosso proprio in Serie B; con gli umbri raggiunge a fine stagione i play-off, persi al turno preliminare contro il Pescara.
Il 22 agosto 2015 annuncia il suo ritiro dall'attività agonistica all'età di 37 anni dopo 20 anni di carriera, di cui 14 in Italia.

### Nazionale
Con la Nazionale uruguaiana ha disputato 17 partite. Ha esordito il 3 giugno 2000.

### Allenatore
Nel luglio 2017 inizia a frequentare il corso da allenatore a Coverciano per il patentino di Serie D.
Dopo essere stato collaboratore tecnico di Devis Mangia sulla panchina della nazionale maltese, nell'ottobre del 2022 diventa collaboratore tecnico della SPAL allenata da Daniele De Rossi. Il 14 febbraio 2023, dopo 17 panchine tra campionato e coppa nazionale, viene sollevato dall'incarico insieme all'allenatore romano.
Segue De Rossi, questa volta in qualità di allenatore in seconda, alla Roma da gennaio 2024 fino al mese di settembre, quando viene di nuovo esonerato insieme al resto dello staff tecnico.

## Statistiche

### Presenze e reti nei club
| Stagione           | Squadra            | Campionato         | Campionato | Campionato | Coppe nazionali | Coppe nazionali | Coppe nazionali | Coppe continentali | Coppe continentali | Coppe continentali | Altre coppe | Altre coppe | Altre coppe | Totale | Totale |
| Stagione           | Squadra            | Comp               | Pres       | Reti       | Comp            | Pres            | Reti            | Comp               | Pres               | Reti               | Comp        | Pres        | Reti        | Pres   | Reti   |
| ------------------ | ------------------ | ------------------ | ---------- | ---------- | --------------- | --------------- | --------------- | ------------------ | ------------------ | ------------------ | ----------- | ----------- | ----------- | ------ | ------ |
| 1998               | Bella Vista        | PD                 | 25         | 6          | -               | -               | -               | -                  | -                  | -                  | -           | -           | -           | 25     | 6      |
| 1999               | Bella Vista        | PD                 | 28         | 4          | -               | -               | -               | -                  | -                  | -                  | -           | -           | -           | 28     | 4      |
| Totale Bella Vista | Totale Bella Vista | Totale Bella Vista | 53         | 10         |                 | -               | -               |                    | -                  | -                  |             | -           | -           | 53     | 10     |
| 2000               | Peñarol            | PD                 | 18         | 0          | -               | -               | -               | -                  | -                  | -                  | -           | -           | -           | 18     | 0      |
| 2001               | Peñarol            | PD                 | 16         | 0          | -               | -               | -               | -                  | -                  | -                  | -           | -           | -           | 16     | 0      |
| Totale Peñarol     | Totale Peñarol     | Totale Peñarol     | 34         | 0          |                 | -               | -               |                    | -                  | -                  |             | -           | -           | 34     | 0      |
| 2001-2002          | Lecce              | A                  | 30         | 7          | CI              | 0               | 0               | -                  | -                  | -                  | -           | -           | -           | 30     | 7      |
| 2002-2003          | Lecce              | B                  | 36         | 8          | CI              | 2               | 0               | -                  | -                  | -                  | -           | -           | -           | 38     | 8      |
| 2003-2004          | Lecce              | A                  | 23         | 0          | CI              | 1               | 0               | -                  | -                  | -                  | -           | -           | -           | 24     | 0      |
| 2004-2005          | Lecce              | A                  | 34         | 5          | CI              | 4               | 0               | -                  | -                  | -                  | -           | -           | -           | 39     | 5      |
| 2005-2006          | Lecce              | A                  | 14         | 3          | CI              | 0               | 0               | -                  | -                  | -                  | -           | -           | -           | 14     | 3      |
| 2006-gen. 2007     | Lecce              | B                  | 18         | 2          | CI              | 1               | 0               | -                  | -                  | -                  | -           | -           | -           | 19     | 2      |
| gen.-giu. 2007     | Palermo            | A                  | 7          | 0          | CI              | -               | -               | CU                 | -                  | -                  | -           | -           | -           | 7      | 0      |
| 2007-2008          | Empoli             | A                  | 20         | 0          | CI              | 0               | 0               | CU                 | 1                  | 0                  | -           | -           | -           | 21     | 0      |
| 2008-2009          | Lecce              | A                  | 30         | 2          | CI              | 0               | 0               | -                  | -                  | -                  | -           | -           | -           | 30     | 2      |
| 2009-2010          | Lecce              | B                  | 40         | 5          | CI              | 2               | 0               | -                  | -                  | -                  | -           | -           | -           | 42     | 5      |
| 2010-2011          | Lecce              | A                  | 32         | 3          | CI              | 0               | 0               | -                  | -                  | -                  | -           | -           | -           | 32     | 3      |
| 2011-2012          | Lecce              | A                  | 33         | 3          | CI              | 1               | 0               | -                  | -                  | -                  | -           | -           | -           | 34     | 3      |
| 2012-2013          | Lecce              | 1D                 | 22+4       | 5          | CI+CI-LP        | 2+1             | 1+0             | -                  | -                  | -                  | -           | -           | -           | 29     | 6      |
| Totale Lecce       | Totale Lecce       | Totale Lecce       | 312+4      | 43         |                 | 13              | 1               |                    | -                  | -                  |             | -           | -           | 329    | 44     |
| 2013-2014          | Siena              | B                  | 38         | 4          | CI              | 4               | 1               | -                  | -                  | -                  | -           | -           | -           | 42     | 5      |
| 2014-2015          | Perugia            | B                  | 25+1       | 1          | CI              | 2               | 0               | -                  | -                  | -                  | -           | -           | -           | 27     | 1      |
| Totale carriera    | Totale carriera    | Totale carriera    | 489+5      | 58         |                 | 19              | 2               |                    | 1                  | 0                  |             | -           | -           | 516    | 60     |

### Cronologia presenze e reti in nazionale
| Cronologia completa delle presenze e delle reti in nazionale ― Uruguay | Cronologia completa delle presenze e delle reti in nazionale ― Uruguay | Cronologia completa delle presenze e delle reti in nazionale ― Uruguay | Cronologia completa delle presenze e delle reti in nazionale ― Uruguay | Cronologia completa delle presenze e delle reti in nazionale ― Uruguay | Cronologia completa delle presenze e delle reti in nazionale ― Uruguay | Cronologia completa delle presenze e delle reti in nazionale ― Uruguay | Cronologia completa delle presenze e delle reti in nazionale ― Uruguay |
| Data                                                                   | Città                                                                  | In casa                                                                | Risultato                                                              | Ospiti                                                                 | Competizione                                                           | Reti                                                                   | Note                                                                   |
| ---------------------------------------------------------------------- | ---------------------------------------------------------------------- | ---------------------------------------------------------------------- | ---------------------------------------------------------------------- | ---------------------------------------------------------------------- | ---------------------------------------------------------------------- | ---------------------------------------------------------------------- | ---------------------------------------------------------------------- |
| 3-6-2000                                                               | Montevideo                                                             | Uruguay                                                                | 2 – 1                                                                  | Cile                                                                   | Qual. Mondiali 2002                                                    | -                                                                      | 89’                                                                    |
| 28-6-2000                                                              | Rio de Janeiro                                                         | Brasile                                                                | 1 – 1                                                                  | Uruguay                                                                | Qual. Mondiali 2002                                                    | -                                                                      | 83’                                                                    |
| 15-8-2000                                                              | Bogotà                                                                 | Colombia                                                               | 1 – 0                                                                  | Uruguay                                                                | Qual. Mondiali 2002                                                    | -                                                                      | 56’                                                                    |
| 1-7-2001                                                               | Montevideo                                                             | Uruguay                                                                | 1 – 0                                                                  | Brasile                                                                | Qual. Mondiali 2002                                                    | -                                                                      | 71’                                                                    |
| 14-8-2001                                                              | Maracaibo                                                              | Venezuela                                                              | 2 – 0                                                                  | Uruguay                                                                | Qual. Mondiali 2002                                                    | -                                                                      | 7’ 53’                                                                 |
| 20-11-2001                                                             | Melbourne                                                              | Australia                                                              | 1 – 0                                                                  | Uruguay                                                                | Qual. Mondiali 2002                                                    | -                                                                      | 71’                                                                    |
| 16-7-2003                                                              | La Plata                                                               | Argentina                                                              | 2 – 2                                                                  | Uruguay                                                                | Amichevole                                                             | -                                                                      | 35’ 80’                                                                |
| 20-8-2003                                                              | Firenze                                                                | Argentina                                                              | 3 – 2                                                                  | Uruguay                                                                | Amichevole                                                             | -                                                                      | 56’                                                                    |
| 10-9-2003                                                              | Asunción                                                               | Paraguay                                                               | 4 – 1                                                                  | Uruguay                                                                | Qual. Mondiali 2006                                                    | -                                                                      | 46’                                                                    |
| 21-5-2006                                                              | East Rutherford                                                        | Uruguay                                                                | 1 – 0                                                                  | Irlanda del Nord                                                       | Amichevole                                                             | -                                                                      |                                                                        |
| 23-5-2006                                                              | Los Angeles                                                            | Uruguay                                                                | 2 – 0                                                                  | Romania                                                                | Amichevole                                                             | -                                                                      |                                                                        |
| 27-5-2006                                                              | Belgrado                                                               | Serbia e Montenegro                                                    | 1 – 1                                                                  | Uruguay                                                                | Amichevole                                                             | -                                                                      |                                                                        |
| 30-5-2006                                                              | Radès                                                                  | Libia                                                                  | 1 – 2                                                                  | Uruguay                                                                | LG Cup 2006 (Tunisia) - Semifinale                                     | -                                                                      |                                                                        |
| 2-6-2006                                                               | Radès                                                                  | Tunisia                                                                | 0 – 0 dts (1 – 3 dtr)                                                  | Uruguay                                                                | LG Cup 2006 (Tunisia) - Finale                                         | -                                                                      |                                                                        |
| 16-8-2006                                                              | Alessandria d'Egitto                                                   | Egitto                                                                 | 0 – 2                                                                  | Uruguay                                                                | Amichevole                                                             | -                                                                      |                                                                        |
| 15-11-2006                                                             | Tbilisi                                                                | Georgia                                                                | 2 – 0                                                                  | Uruguay                                                                | Amichevole                                                             | -                                                                      | 63’ 68’                                                                |
| 2-6-2007                                                               | Sydney                                                                 | Australia                                                              | 1 – 2                                                                  | Uruguay                                                                | Amichevole                                                             | -                                                                      | 46’                                                                    |
| Totale                                                                 |                                                                        | Presenze                                                               | 17                                                                     |                                                                        | Reti                                                                   | 0                                                                      |                                                                        |

## Palmarès

### Club

#### Competizioni nazionali
- Campionato italiano di Serie B: 1

Lecce: 2009-2010